# Acartia longisetosa
Acartia longisetosa is een eenoogkreeftjessoort uit de familie van de Acartiidae. De wetenschappelijke naam van de soort is voor het eerst geldig gepubliceerd in 1914 door Brady.